# レ・ロシュ大学
レ・ロッシュ大学（英語: Les Roches International School of Hotel Management）は、クラン＝モンタナに本部を置くスイスの私立大学。1954年創立、1954年大学設置。

## 概要
1954年に創設され、世界で最も大規模な大学ネットワークLaureate Education (ローリエイト・エデュケーション)グループのメンバー校であった。その後、2016年6月にローリエットグループから離脱し、フランスの投資会社Eurazeoに所有権を移す。現在は、Sommet Education(ソッメト・エデュケーション）が運営をおこなす。スイスのフランス語圏にある大学ながら授業は英語で行われ、世界各地からの留学生がホスピタリティを学ぶため集まっている。大学評価の指標である Taylor Nelson Sofresによる「世界ホスピタリティマネジメントスクールランキング 2013」では第3位であった。

## 認定機関
レ・ロッシュ大学が認定を受けている機関
- スイス、ヴァレー州（2002年）
- ニューイングランド基準協会（NEASC）

## 関連校
その他ソッメット・エデュケーション・グループの関連校
- グリオン大学（スイス・イギリス）